# Stener Berg

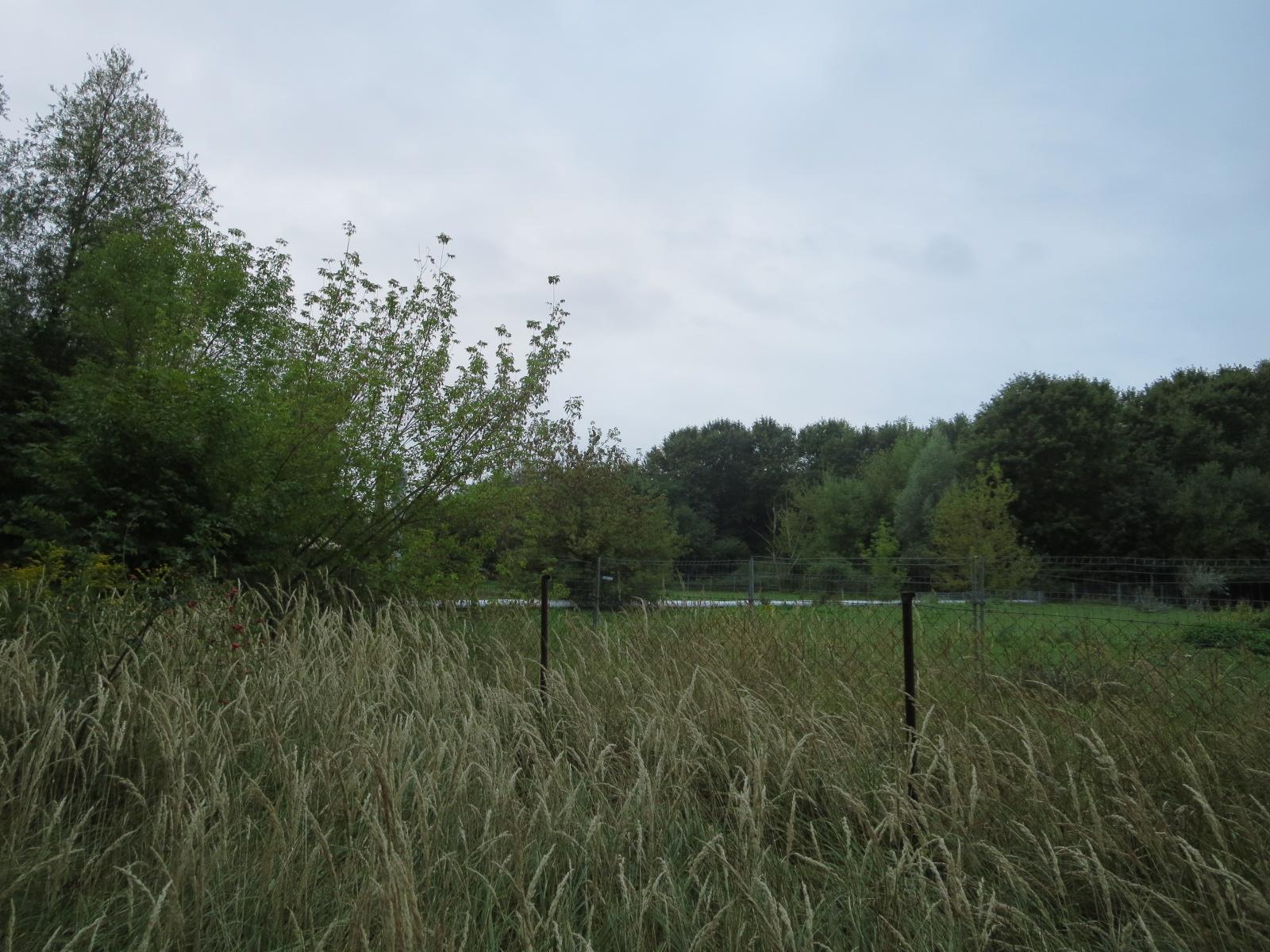
Eingezäunte Wiese auf dem Stener Berg

Der Stener Berg gehört zu den höchsten natürlichen Erhebungen von Berlin. Er ist 83,2 Meter hoch und befindet sich kurz vor der nördlichen Stadtgrenze im Pankower Ortsteil Berlin-Buch. Geografisch liegt er am Rande der Hochfläche des Barnims. Sein Kiesvorkommen dient seit dem 20. Jahrhundert als Baustoff für die Berliner Baumaßnahmen.
Er ist über die Straße „Am Stener Berg“ oder die Zepernicker Straße zu erreichen. In unmittelbarer Nähe befindet sich eine Haltestelle der Buslinien 251 und 899.